# Idron-Lée-Ousse-Sendets
Pour les articles homonymes, voir Idron.
Ancienne commune des Pyrénées-Atlantiques, la commune d'Idron-Lée-Ousse-Sendets a existé de 1973 à 1989. Elle a été créée en 1973 par la fusion des communes d'Idron, de Lée, d'Ousse et de Sendets. En 1989 elle a été supprimée, la commune de Lée a été rétablie, et les anciennes communes d'Idron, d'Ousse et de Sendets ont formé la nouvelle commune d'Idron-Ousse-Sendets.

## Géographie
La commune est située à cinq kilomètres à l'est de Pau.

## Démographie
| 1975  | 1982  |
| ----- | ----- |
| 2 646 | 3 329 |

## Pour approfondir